# Parasemia rondoui
Parasemia rondoui là một loài bướm đêm thuộc phân họ Arctiinae, họ Erebidae.